# مانويل باسكالي
مانويل باسكالي (بالإيطالية: Manuel Pascali)‏ (9 سبتمبر 1981 بميلانو في إيطاليا - ) هو لاعب كرة قدم إيطالي في مركز الدفاع. لعب مع نادي ألساندريا ونادي بارما ونادي سيتاديلا ونادي كيلمارنوك وASD Città di Foligno 1928 ‏ وFC Carpenedolo SSD ‏ وإيه أس بيتزاغيتوني ونادي سانت أنجيلو ‏.

## وصلات خارجية
- مانويل باسكالي على موقع الاتحاد الأوربي (الإنجليزية)
- مانويل باسكالي على موقع قاعدة بيانات كرة القدم.إي يو (الإنجليزية)
- مانويل باسكالي على موقع Soccerbase.com (لاعب) (الإنجليزية)
- مانويل باسكالي على موقع Soccerway.com (الإنجليزية)